# Wania Monteiro
Pour les articles homonymes, voir Monteiro (homonymie).
Wania Monteiro (9 août 1986, Santa Catarina) est une gymnaste rythmique cap-verdienne.
Lors des Jeux olympiques d'été de 2004, elle termine à la vingt-quatrième et dernière place lors des qualifications. Lors de la cérémonie d'ouverture, elle est porte-drapeau de son pays. Cette même année, elle obtient la médaille de bronze au concours général individuel et la médaille d'or au cerceau lors des championnats d'Afrique de gymnastique rythmique.
Elle est ensuite invitée aux jeux olympiques d'été de 2008 dans le cadre des quotas d'universalité proposés par la commission tripartite du comité international olympique. Malgré cette invitation l'athlète doit faire face à des difficultés pour financer son voyage jusqu'à Pékin. Elle est à nouveau porte-drapeau lors de la cérémonie d'ouverture et termine de nouveau à la vingt-quatrième et dernière place lors des qualifications.
Après sa carrière d'athlète, elle occupe la présidence du Comité olympique cap-verdien et assure l'entraînement des gymnastes du club de Praia.